# Javier Aramburu
Javier Aramburu es un diseñador gráfico, ilustrador y músico español nacido en San Sebastián, conocido por la importante labor como grafista que ha realizado en la música pop en España, como diseñador de portadas de discos.

## Ilustrador y diseñador gráfico
Su primera portada de disco fue realizada en 1989, "Aventuras de Kirlian". Son suyas las portadas de discos míticos, como Super 8 (1994) de Los Planetas, Soidemersol (1997) de La Buena Vida, Crepúsculo (2001) de Duncan Dhu o Un soplo en el corazón (1993) de Family, dúo del que además formó parte.
También ha realizado grafismo para revistas, festivales, tiendas, anuncios, carteles, flyers... además de gran cantidad de ilustraciones en libros infantiles, como Abezoo, de Carlos Reviejo o la edición de SM de Jaime de Cristal, de Gianni Rodari. A pesar de ser uno de los diseñadores más considerados en España, Aramburu siempre se ha rodeado de un halo de misterio y se ha caracterizado por negarse a hacer apariciones públicas o conceder entrevistas.
En el año 2007 se volcó en la pintura y el dibujo, y en noviembre de 2012 publicó un sitio web coincidiendo con su presentación en esta faceta. Lo hizo en una exposición a la que tituló, precisamente, Primera Exposición y que tuvo lugar en Madrid.
- Datos: Q5927389

1. 1 2  Pinazo, Manuel (15 de noviembre de 2019). «Javier Aramburu: 30 años de portadas maravillosas». Muzikalia. Consultado el 2 de febrero de 2021.
2. ↑  de 2012, Por: Diego A. Manrique | 29 de noviembre. «Vuelve Javier Aramburu (de silenciosa manera)». Planeta Manrique. Consultado el 2 de febrero de 2021.
3. ↑  admin (25 de junio de 2013). «Javier Aramburu». Visual: magazine de diseño, creatividad gráfica y comunicación. Consultado el 2 de febrero de 2021.
4. ↑  «El diseñador gráfico Javier Aramburu exhibe su obra pictórica en Madrid». abc. 3 de diciembre de 2012. Consultado el 2 de febrero de 2021.